# Fútbol Club La Habana
El Fútbol Club La Habana, també anomenat Provincia La Habana, és un club cubà de futbol de la ciutat de l'Havana.
Els seus colors són el violat i el blanc.

## Palmarès
- Lliga cubana de futbol: [2]
  - 1916, 1965, 1966, 1967

## Futbolistes destacats
- Hansel Zayas